# Med Baad og Sejl paa Isefjorden
|  | Denne artikel er oprettet af botten PalnaBot ud fra en ekstern database. Den kan derfor have sproglige fejl eller mangler. Denne skabelon kan fjernes efter kontrol af indholdet. |

Med Baad og Sejl paa Isefjorden er en turistfilm instrueret af Gunnar Robert Hansen efter manuskript af M.B. Hedegaard.

## Handling
Turistfilm om en sejltur på Isefjorden, der viser de smukkeste partier af denne del af Sjælland.